# Мезофил
Мезофилът е организъм, който вирее при умерени температури, нито твърде високи, нито твърде ниски, обикновено между 25 и 40 °C. Терминът се отнася главно за микроорганизми.
Ареалът на тези организми включва почвите, човешкото тяло, животните и др. Оптималната температура за много патогенни мезофили е 37 °C, т.е. нормалната температура на човешкото тяло. Мезофилните организми играят важна роля в хранителната промишленост, особено за направата на сирене и кисело мляко, бира и вино.
Организмите предпочитащи студената среда се наричат психрофили, а тези които предпочитат по-високи температури – термофили. Организми виреещи при свръх високи температури се наричат хипертермофили.